# Liste der Bildungsminister von Sachsen-Anhalt
Dieser Artikel enthält eine Liste der Bildungsminister von Sachsen-Anhalt.

## Bildungsminister Sachsen-Anhalt (seit 1945)
| Name                                                  | Amtsantritt                        | Kabinett               | Partei               |
| Minister für Schulen                                  | Minister für Schulen               | Minister für Schulen   | Minister für Schulen |
| ----------------------------------------------------- | ---------------------------------- | ---------------------- | -------------------- |
| Willy Lohmann                                         | 16. Juli 1945                      | Hübener I              | LDP                  |
| Werner Bruschke                                       | 1. Dezember 1945                   | Hübener I              | SPD                  |
| Minister für Volksbildung, Kunst und Wissenschaft     |                                    |                        |                      |
| Ernst Thape                                           | 3. Dezember 1946                   | Hübener II             | SED                  |
| Ludwig Einicke (kommissarisch)                        | November 1948                      | Hübener II             | SED                  |
| Richard Schallock                                     | März 1949                          | Hübener II             | SED                  |
| Minister für Volksbildung                             |                                    |                        |                      |
| Richard Schallock                                     | 10. Oktober 1949 24. November 1950 | Bruschke I Bruschke II | SED                  |
| Elisabeth Menzel                                      | 28. November 1951                  | Bruschke II            | SED                  |
| Von 1952 bis 1990 existierte kein Land Sachsen-Anhalt |                                    |                        |                      |
| Minister für Bildung, Wissenschaft und Kultur         |                                    |                        |                      |
| Werner Sobetzko                                       | 2. November 1990                   | Gies                   | CDU                  |
| Werner Schreiber (kommissarisch)                      | 4. Juli 1991                       | Münch                  | CDU                  |
| Minister für Schule, Erwachsenenbildung und Kultur    |                                    |                        |                      |
| Werner Sobetzko                                       | 11. Juli 1991                      | Münch                  | CDU                  |
| Minister für Kultus                                   |                                    |                        |                      |
| Werner Sobetzko                                       | 29. Oktober 1991                   | Münch                  | CDU                  |
| Reiner Schomburg                                      | 15. Dezember 1993                  | Bergner                | CDU                  |
| Karl-Heinz Reck                                       | 21. Juli 1994 26. Mai 1998         | Höppner I Höppner II   | SPD                  |
| Gerd Harms                                            | 10. Dezember 1998                  | Höppner II             | Grüne                |
| Jan-Hendrik Olbertz                                   | 16. Mai 2002 24. April 2006        | Böhmer I Böhmer II     | parteilos            |
| Birgitta Wolff                                        | 1. Juni 2010                       | Böhmer II              | CDU                  |
| Stephan Dorgerloh                                     | 19. April 2011                     | Haseloff I             | SPD                  |
| Minister für Bildung                                  |                                    |                        |                      |
| Marco Tullner                                         | 25. April 2016                     | Haseloff II            | CDU                  |
| Eva Feußner                                           | 16. September 2021                 | Haseloff III           | CDU                  |
| Jan Riedel                                            | 29. Juni 2025                      | Haseloff III           | CDU                  |